# Tommaso Bernardo Gaffi
Tommaso Bernardo Gaffi (4. prosince 1667, Řím – 11. února 1744 tamtéž) byl italský varhaník a hudební skladatel.

## Život
Narodil se v Římě a hudbu studoval u skladatele a varhaníka Bernarda Pasquiniho. V letech 1688–1690 byl varhaníkem v kostele Santo Spirito in Sassia, v následujících dvou letech v kostele Santa Maria in Vallicella a kolem roku 1700 v chrámu Il Gesù. V těchto letech také pilně komponoval oratoria, která byla prováděna nejen v Římě, ale i ve Florencii, Modeně a ve Vídni. Rovněž publikoval sbírku kantát Cantate da cammera a voce sola.
V roce 1710 vystřídal svého učitele Pasquiniho u varhan v bazilice Santa Maria Maggiore a v chrámu Santa Maria in Aracoeli. Podílel se na hudební činnosti některých významných osobností Říma jako byli kardinálové Benedetto Pamphili, Pietro Ottoboni a princ Francesco Maria Marescotti Ruspoli.
Zabýval se rovněž hudební teorií. V roce 1720 publikoval v Římě významné dílo Regole per sonare con la parte. Z jeho operní tvorby je známo pouze první jednání opery Il Clearco in Negroponte (libreto Antonio Arcoleo), která byla uvedena v roce 1695 v Římě v divadle Capranica (II. akt zkomponoval Giovanni Lorenzo Lulier a III. akt Carlo Francesco Cesarini).
Věnoval se také pedagogické činnosti. Mezi jeho studenty vynikli Girolamo Chiti a Andrea Basili.

## Dílo

### Oratoria
- La purità trionfante (libreto Giovanni Andrea Lorenzani; Řím, 1688, spoluautoři: B. Pasquini, G.L. Lulier, G. Ercole, L. Amadori)
- La Micole (Modena, 1689)
- L´Abigaille (libr. F. Bambini, Modena, 1689)
- La forza del divino amore (Řím, 1691)
- Adam (libr. F. Ciampelletti, Řím, 1692)
- Sant'Eugenia (Florencie, 1693)
- L'Innocenza gloriosa (libr. Franceco Alfonso Bevilacqua, Florencie, 1693)
- Il sacrificio del Verbo umano (libr. Domenico Pingue (Řím, 1700)

### Kantáty
- Cantate da cammera a voce sola, dedicate all'illustrissimo signor marchese Francesco Maria Ruspoli da Bernardo Gaffi organista della chiesa del Gesù in Roma. Op. 1. (Roma 1700)
- Al mormorio di cristallino umore
- Per pietà consigliatemi
- Chi vuol seguire amor
- Dalle oziose piume
- Allor che il vostro lume
- Belle luci guerriere